# Oberto IV conte di Aucia

Stemma antico dei Pallavicino.

Oberto IV conte di Aucia (Busseto, ... – Busseto, 1084 ?) è stato un nobile italiano.

## Biografia
Era figlio di Adalberto II Pallavicino e di Adelaide di Bosone I dei conti di Sabbioneta.
Nel 1061 era padrone della contea di Aucia, confinante con i territori di Parma, Piacenza e Cremona, avuta forse per nomina imperiale, avendo egli preso le parti dell'imperatore Enrico IV. Nel 1081 si schierò contro Matilde di Canossa, da sempre a favore del papa nel 1084 ne invase gli stati. Oberto partecipò alla Battaglia di Sorbara e rimase sconfitto. Da quella data più nulla si sa.

## Discendenza
Ebbe un figlio, Oberto I (1080-1148) detto "Pelavicino".
Forse un secondo figlio Corrado (1085-1136), detto "Cavalcabò".